# Unione Sportiva Anconitana 1948-1949
Questa voce raccoglie le informazioni riguardanti l'Unione Sportiva Anconitana nelle competizioni ufficiali della stagione 1948-1949.

## Rosa
| N. |                     | Ruolo | Calciatore         |
| -- | ------------------- | ----- | ------------------ |
|    | Italia (bandiera)   | D     | Sergio Baldoni     |
|    | Italia (bandiera)   | C     | Andrea Casagrande  |
|    | Italia (bandiera)   | C     | Astorre Cattabrini |
|    | Italia (bandiera)   | C     | Luciano Fabbri     |
|    | Italia (bandiera)   | D     | Ettore Farina      |
|    | Ungheria (bandiera) | A     | Janos Kiss         |
|    | Italia (bandiera)   | P     | Tiziano Longhin    |
|    | Italia (bandiera)   | A     | Umberto Mangolini  |

| N. |                   | Ruolo | Calciatore         |
| -- | ----------------- | ----- | ------------------ |
|    | Italia (bandiera) | A     | Brenno Milani      |
|    | Italia (bandiera) | D     | Vincenzo Monaldi   |
|    | Italia (bandiera) | A     | G. Monterastelli   |
|    | Italia (bandiera) | A     | Guido Pieri        |
|    | Italia (bandiera) | A     | Fiorello Quercia   |
|    | Italia (bandiera) | A     | R. Rava            |
|    | Italia (bandiera) | A     | Amilcare Trevisani |